# Iris mandshurica
Iris mandshurica là một loài thực vật có hoa trong họ Diên vĩ. Loài này được Maxim. miêu tả khoa học đầu tiên năm 1880.